# Municipalità di Brighton
La municipalità di Brighton è una delle 29 local government areas che si trovano in Tasmania, in Australia. Essa si estende su di una superficie di 168 chilometri quadrati ed ha una popolazione di 14.329 abitanti. La sede del consiglio si trova a Brighton.